# Mac Wilkins
Maurice (Mac) Wilkins (Eugene, 15 november 1950) is een Amerikaanse oud-atleet, die zich met name op het discuswerpen had toegelegd. Daarnaast was hij een goede kogelstoter. Zo won hij op dit nummer een gouden medaille bij de Amerikaanse indoorkampioenschappen in 1977. Hij nam driemaal deel aan de Olympische Spelen, waarop hij eenmaal goud en eenmaal zilver veroverde.

## Loopbaan
In 1976 was Mac Wilkins op zijn best. Hij had aan het begin van het seizoen binnen een week tijd viermaal het wereldrecord discuswerpen verbeterd, waarbij hij als eerste ter wereld de zeventig metergrens doorbrak. Op de Olympische Spelen van Montreal, later dat jaar, was hij dan ook de uitgesproken favoriet en hij maakte deze rol volledig waar: op het onderdeel discuswerpen won hij met een beste worp van 67,50 m de gouden medaille.
Acht jaar later, in 1984 (de Olympische Spelen van Moskou in 1980 werden door de Verenigde Staten geboycot), was Wilkins op de Olympische Spelen van Los Angeles altijd nog goed voor de zilveren medaille, met zijn 66,30 slechts 30 centimeter minder dan winnaar Rolf Danneberg.
Op de Spelen van 1988 eindigde hij op de vijfde plaats.
Wilkins is de laatste discuswerper die Bill Bowerman trainde tijdens diens lange trainersloopbaan.

## Titels
- Olympisch kampioen discuswerpen - 1976
- Pan-Amerikaans kampioen discuswerpen - 1979
- Amerikaans kampioen discuswerpen - 1973, 1976, 1977, 1978, 1979, 1980, 1988
- Amerikaans indoorkampioen kogelstoten - 1977
- NCAA kampioen discuswerpen - 1973

## Persoonlijke records
| Onderdeel      | Prestatie       | Datum            | Plaats    |
| -------------- | --------------- | ---------------- | --------- |
| kogelstoten    | 21,06 m (ind.)  | 19 februari 1977 | San Diego |
| discuswerpen   | 70,98 m (ex-WR) | 9 juli 1980      | Helsinki  |
| speerwerpen    | 78,44 m         | 1970             |           |
| kogelslingeren | 63,66 m         | 1977             |           |

## Palmares

### kogelstoten
- 1973:  NCAA-kamp. - 19,40 m
- 1976:  Prefontaine Classic - 20,64 m
- 1977:  Amerikaanse indoorkamp. - 21,06 m
- 1978:  Amerikaanse indoorkamp. - 20,36 m

### discuswerpen
- 1973:  Pacific Conference Games - 61,26 m
- 1973:  Amerikaanse kamp. - 64,60 m
- 1974:  ISTAF - 65,14 m
- 1975:  Amerikaanse kamp. - 63,40 m
- 1975:  Bislett Games - 65,16 m
- 1976:  Prefontaine Classic - 67,34 m
- 1976:  Amerikaanse kamp. - 70,10 m
- 1976:  OS - 67,50 m
- 1976:  Stockholm DN Galan - 65,84 m
- 1977:  Amerikaanse kamp. - 69,18 m
- 1977:  Wereldbeker - 66,64 m
- 1978:  Stockholm DN Galan - 65,34 m
- 1978:  Amerikaanse kamp. - 66,98 m
- 1979:  Pan-Amerikaanse Spelen - 63,30 m
- 1979:  Prefontaine Classic - 66,02 m
- 1979:  Stockholm DN Galan - 66,16 m
- 1979:  Amerikaanse kamp. - 70,66 m
- 1979:  Wereldbeker - 64,92 m
- 1980:  Amerikaanse kamp. - 68,36 m
- 1980:  Bislett Games - 67,06 m
- 1980:  Stockholm DN Galan - 69,46 m
- 1980:  Golden Gala - 66,60 m
- 1980:  ISTAF - 66,80 m
- 1984:  OS - 66,30 m
- 1988:  Amerikaanse kamp. - 65,28 m
- 1988: 5e OS - 65,90 m

1896: Bob Garrett ·
1900: Rudolf Bauer ·
1904: Martin Sheridan ·
1906: Martin Sheridan ·
1908: Martin Sheridan ·
1912: Armas Taipale ·
1920: Elmer Niklander ·
1924: Bud Houser ·
1928: Bud Houser ·
1932: John Anderson ·
1936: Ken Carpenter ·
1948: Adolfo Consolini ·
1952: Sim Iness ·
1956: Al Oerter ·
1960: Al Oerter ·
1964: Al Oerter ·
1968: Al Oerter ·
1972: Ludvík Daněk ·
1976: Mac Wilkins ·
1980: Viktor Rasjtsjoepkin ·
1984: Rolf Danneberg ·
1988: Jürgen Schult ·
1992: Romas Ubartas ·
1996: Lars Riedel ·
2000: Virgilijus Alekna ·
2004: Virgilijus Alekna ·
2008: Gerd Kanter ·
2012: Robert Harting ·
2016: Christoph Harting ·
2020: Daniel Ståhl ·
2024: Rojé Stona
- World Athletics: 14351833
- Library of Congress Control Number: no2014013201
- Virtual International Authority File: 308181101
- WorldCat: E39PBJgd9RVXxRKQhC6pwFWYyd